# ماي ويلسون
ماي ويلسون (بالإنجليزية: May Wilson)‏ هي فنانة أمريكية، ولدت في 1905، وتوفيت في 1986 بسبب ذات الرئة.